# Bibliotheke des Apollodor
Die so genannte Bibliotheke oder „Bibliothek Apollodors“ ist eine vermutlich aus dem 1. Jahrhundert n. Chr. stammende, in griechischer Sprache verfasste umfangreiche Zusammenstellung antiker Mythen. Sie stellt eine wertvolle Quelle zur griechischen Mythologie dar.

## Entstehungszeit und Autor
Da im überlieferten Text Kastor von Rhodos als Verfasser eines Werkes Chronika erwähnt wird, diese in 20 Fragmenten überlieferte Chronik bis ins Jahr 61/60 v. Chr. reicht und es weiter keinen Grund zu der Annahme gibt, dass die betreffende Stelle zu einem späteren Zeitpunkt eingefügt wurde, ist damit ein frühestmögliches Datum der Entstehung der Bibliotheke gegeben. Allgemein wird heute eine Entstehung im 1. oder 2. nachchristlichen Jahrhundert angenommen. Ein plausibles spätestmögliches Entstehungsdatum kann nicht angegeben werden, da die erste datierbare Zitierung sich in der Bibliotheca des Byzantiners Photios aus dem 9. Jahrhundert findet. Verweise auf die Bibliotheke in den Homerscholien sind nicht datierbar.
Die Bibliotheke wurde von Photios dem Grammatiker Apollodor von Athen zugeschrieben. Photios zitiert den Titel des Werkes als „Büchleinchen Apollodors, eines Grammatikers“. Da Apollodor von Athen jedoch schon Ende des 2. Jahrhunderts v. Chr. wirkte, kommt er als Autor nicht in Frage. Ob es sich bei der Bibliotheke um eine Pseudepigraphie handelt oder ob eine zufällige Namensgleichheit (der Name Apollodor war verbreitet) Ursache der Zuschreibung ist oder ob, wie von Diller vermutet, die häufige Nennung des „echten“ Apollodors in ähnlichem Kontext wie die Bibliotheke in den Homerscholien zu einer Verwechslung führte, kann nicht geklärt werden.

## Textüberlieferung
Der Text der Bibliotheke ist nicht vollständig erhalten. Ursprünglich aus vier Büchern bestehend, ist deren 1. und 2. Teil vollständig erhalten, der 3. Teil endet abrupt mit 3.16.2.1 (3.218 Dräger), der 4. Teil fehlte ursprünglich völlig. In der ältesten, wohl aus dem 14. Jahrhundert stammenden Handschrift R (Parisinus graecus 2722, Bibliothèque nationale, Paris) sind vom ursprünglichen Umfang von 29 Blättern 17 erhalten.
Durch einen glücklichen Zufall konnte der junge Wissenschaftler Richard Wagner 1885 in der Vatikanischen Bibliothek den Codex Vaticanus graecus 950 (Handschrift E) als eine Epitome (d. h. einen Auszug) der Bibliotheke identifizieren, von deren 73 Druckseiten 23 den verlorenen Teil bis zu dem von Photios berichteten Schluss des Werkes abdecken. 1891 wurde dieser Text von Wagner unter dem Titel Epitome Vaticana herausgegeben.
1887 hatte der griechische Gelehrte Anastasios Papadopoulos-Kerameus bei der Neuordnung der Bibliothek des Klosters des Hl. Sabbas in Jerusalem den von ihm 1891 unter dem Titel Fragmenta Sabbaitica herausgegebenen Text entdeckt, der Teile des 3. und das Ende des 4. Teils der Bibliotheke enthielt (Handschrift S).
Weitere Handschriften (die aber Abschriften von R darstellen) werden in der Bodleiana in Oxford und in der Bayerischen Staatsbibliothek in München aufbewahrt.
Im Druck veröffentlicht wurde die Bibliotheke erstmals von Aegius (Benedetto Aegio von Spoleto) in Rom 1555.

## Inhalt
Die Bibliotheke gliedert sich grob in drei Hauptteile:
- Entstehung der Götter (Theogonie, 1.1.1–1.6.3)
- Entstehung der Menschen und Heldensagen (1.7.1–E2)
- Ereignisse um Troia (E3–E7)

Innerhalb der Heldensagen gliedert sich der Inhalt im Wesentlichen genealogisch:
- Nachkommen des Deukalion (1.7.1–1.9.28)
  - Nachkommen des Aiolos, (1.9.1–1.9.15)
  - Kolcher (Medea, Argonautensage, 1.9.16–1.9.28)
- Nachkommen des Inachos (2.1.1–3.9.2)
  - Nachkommen des Belos (Perseus, Herakles, 2.2.1–2.8.5)
  - Nachkommen des Agenor (Kadmos, 3.1.1–3.7.7)
  - Nachkommen des Pelasgos (Lykaon, 3.8.1–3.9.2)
- Nachkommen des Atlas (3.10.1–3.12.6.3)
  - Plejaden (Helena, Dioskuren, 3.10.1–3.11.2)
  - Nachkommen des Dardanos (Priamos, 3.12.1–3.12.6.3)
- Nachkommen des Asopos (3.12.6.4–3.13.8)
- Könige der Athener (Erichthonios bis Theseus, 3.14.1–3.16.2, E1)
- Nachkommen des Pelops (Geschlecht des Atreus, E2)

## Einordnung und Quellenwert
Missachtung und Geringschätzung der Bibliotheke haben eine lange Tradition, beginnend bei Photios, der die Bibliotheke als „Büchleinchen“ (βιβλιδάριον) bezeichnet, das nicht unbrauchbar sei für jene, die sich für dergleichen Altertümer interessieren. Sie reicht bis in die Gegenwart: Im Kleinen Pauly zieht Heinrich Dörrie das Resümee: „Die Kompilation … besitzt wenig Quellenwert.“
Vor allem in der jüngeren Forschung wird die Bibliotheke dagegen hoch geschätzt. Paul Dräger etwa nennt sie „ein Kleinod von unschätzbarem Wert.“ Bei einer solch unterschiedlichen Betrachtung liegen wohl folgende Ursachen einer Abwertung der Bibliotheke zugrunde:
1. Die literarische Bewertung. Im Gegensatz zur ausschmückenden Darstellung der griechischen Mythen etwa bei Homer, Hesiod oder den Tragikern der klassischen Zeit ist die Darstellung der Bibliotheke nüchtern und schmucklos. Auch häufige längere Aufzählungen, wie etwa die namentliche Nennung der 50 Hunde des Aktaion, heben den dichterischen Rang nicht.
2. Die Entdeckung, dass nicht der Grammatiker Apollodor der Autor sein kann. Vor allem im 19. Jahrhundert war man geneigt, Pseudepigraphie und Fälschung in einen Topf zu werfen und alles, was irgendwie als nicht authentisch erschien, nur gering zu schätzen.[11]
3. Die vermeintlichen Fehler und Auslassungen der Bibliotheke. Gegenüber den bei den klassischen Dichtern überlieferten Fassungen der griechischen Mythen weist die Fassung der Bibliotheke zahlreiche Abweichungen, Auslassungen, aber auch Ergänzungen auf. Dies wurde als Beleg dafür angesehen, dass die Bibliotheke eine schlampige, unzuverlässige Kompilation sei.

Eben dieser letzte Punkt begründete auf der anderen Seite die Hochschätzung der Bibliotheke als zentrale Quelle für die griechische Mythologie. Ein genaues Abgleichen der Unterschiede, Auslassungen und Ergänzungen macht es nämlich wahrscheinlich, dass, obwohl der Text wohl erst aus der frühen Kaiserzeit stammt, der Inhalt Material einer archaischen Tradition wiedergibt, die außer in wenigen Fragmenten sonst nirgendwo überliefert ist, dass also bestimmte Episoden der Odyssee oder der Argonautika des Apollonios von Rhodos in der Bibliotheke nicht deshalb fehlen oder etwas abweichend dargestellt werden, weil der Autor der Bibliotheke sich nicht oder nur schlecht erinnert hat, vielmehr erscheint es plausibel, dass die betreffenden Teile fehlen, weil sie eine dichterische Erfindung Homers bzw. des Apollonios darstellen und daher in den vom Autor der Bibliotheke verwendeten Quellen nicht erscheinen.
In diesen Zusammenhang gehört auch eine ansonsten nur schwer erklärbare Auslassung: Das Römische Imperium wird an keiner Stelle erwähnt, auch dort nicht, wo es sich anbieten würde, etwa in Zusammenhang mit Aeneas oder mit dem sagenhaften Zug des Herakles durch Italien. Wenn die Quelle(n) der Bibliotheke zum Beispiel aus dem 6. Jahrhundert v. Chr. datierten, so wäre die Auslassung nur natürlich, da das römische Weltreich damals eben noch nicht existierte.
Als eigentliche Quelle der Bibliotheke wird daher ein „mythographisches Handbuch“ angenommen, das sein Material aus den nur in Fragmenten erhaltenen Werken des Pherekydes von Athen und des Akusilaos von Argos bezog. Auch Hesiods Katalog der Frauen (γυναικῶν κατάλογος) wurde als Quelle ausgemacht. Da dieses Material wiederum in einer vorhomerischen, mündlichen Tradition (epischer Kyklos) wurzelt, biete die Bibliotheke damit einen einzigartigen Blick auf eine archaische Schicht des griechischen Mythos.

## Ausgaben
- Apollodor: Bibliotheke. Götter- und Heldensagen (= Sammlung Tusculum). Griechisch und Deutsch. Herausgegeben, übersetzt und kommentiert von Paul Dräger. Artemis & Winkler, Düsseldorf/Zürich 2005, ISBN 3-7608-1741-6.
- Apollodoros: Götter und Helden der Griechen (= Bibliothek der Antike). Eingeleitet, herausgegeben und übersetzt von Kai Brodersen. Wissenschaftliche Buchgesellschaft, Darmstadt 2012, ISBN 978-3-534-25246-6
- Apolloro, I miti greci (Biblioteca). A cura di Paolo Scarpi. Traduzione di Maria Grazia Ciani. Fondazione Lorenza Valla, Arnoldo Mondadori Editore, Mailand 1996, IV edizione rinnovata 1998.
- Johann Franz Beyer (Übersetzer): Apollodor's Mythische Bibliothek,  Neue Gelehrten-Buchhandlung, Hadamar und Herborn 1802, archive.org, deutsche Übersetzung.
- James George Frazer (Übers.): Apollodoros. The library (= Loeb Classical Library). 2 Bände. London/New York 1921. (Frazer integrierte den überlieferten Text mit dem Material aus Handschriften E und S zu einem zusammenhängenden Text; online im Volltext beim Perseus Project.)
- Dorothea Vollbach (Übers.): Die griechische Sagenwelt. Apollodors mythologische Bibliothek. Dieterich’sche Verlagsbuchhandlung, Leipzig 1988, ISBN 3-7350-0012-6 (Nachbearbeitung der Übersetzung von Christian Gottlob von Moser).
- Richard Wagner (Hrsg.): Apollodori Bibliotheka. In: Mythographi Graeci. Bibliotheca scriptorum Graecorum et Romanorum Teubneriana. Bd. 1. Teubner, Leipzig 1926. Nachdruck 1965 (heute noch maßgebliche Ausgabe des griechischen Textes).